# Scott Gorham

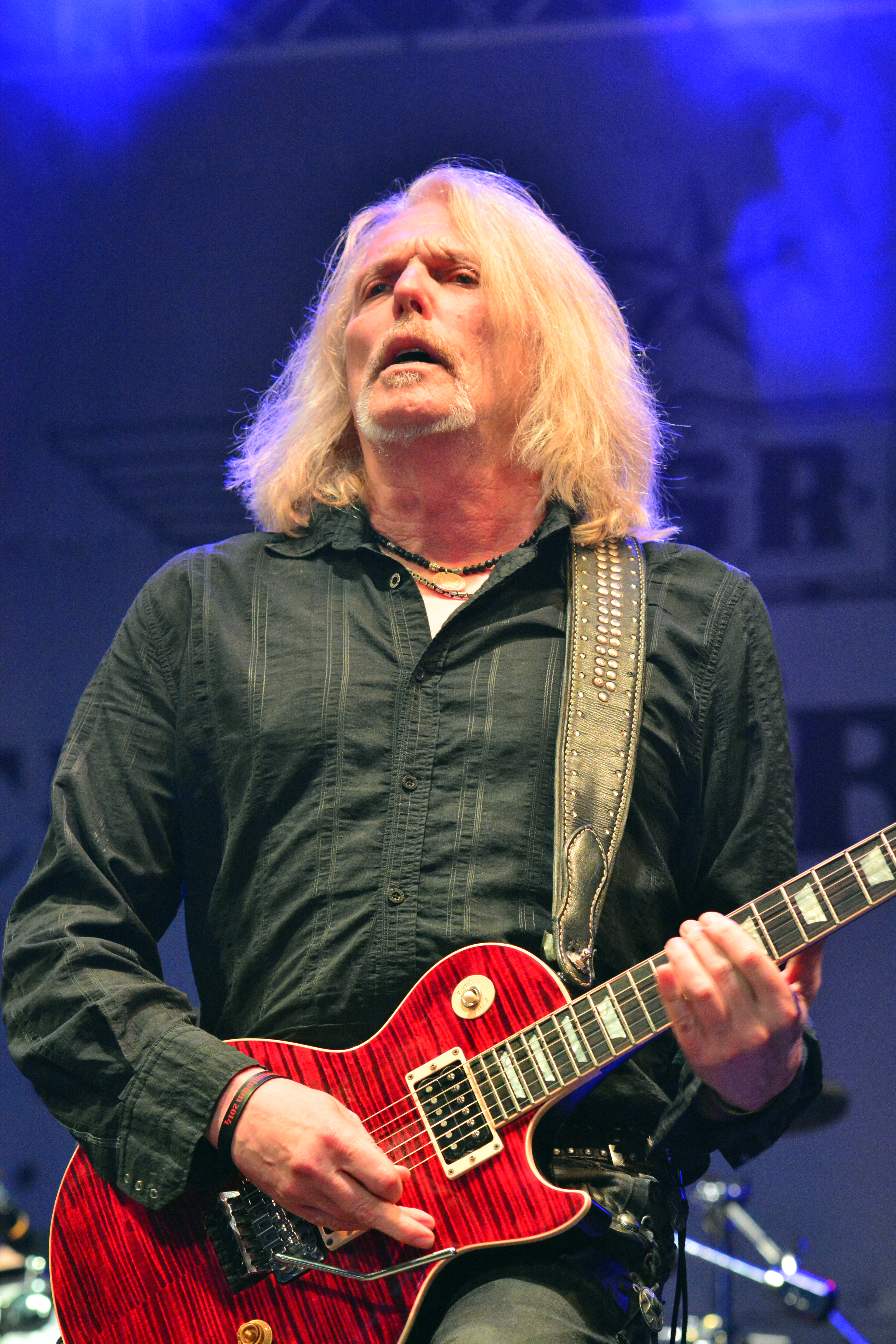
Scott Gorham (2014)

Scott Gorham (* 17. März 1951, Glendale, Kalifornien) ist ein US-amerikanischer Gitarrist, der als Mitglied der irischen Rockband Thin Lizzy bekannt wurde.

## Biografie
Er wuchs in Kalifornien auf und bekam durch Bob Siebenberg in den 1970er Jahren die Möglichkeit, bei Supertramp vorzuspielen. Er war von 1974 bis 1983 als Rockgitarrist bei der Hardrock-Band Thin Lizzy, bei der er zunächst Gary Moore ersetzen musste und später neben Phil Lynott (bs., Voc.) einer der tragenden Musiker der Band wurde. 1987 war er kurzfristig Mitglied von Asia.
In den 1990er Jahren gründete Gorham mit dem Ex-Far-Corporation-Bassisten Leif Johansson die Band 21 Guns, mit der er drei Alben aufnahm.
1999 kam es zur ThinLizzy-Reunion mit John Sykes zusätzlich zur Gitarre am Gesang. Dieser stieg 2009 wieder aus und wurde durch Ricky Warwick (früher The Almighty) ersetzt. 2013 veröffentlichten Scott Gorham, Damon Johnson, Marco Mendoza und Ricky Warwick neue Stücke unter dem Namen Black Star Riders.
Gorham ist aufgrund seiner Vielseitigkeit am Instrument auch ein gefragter Studiogitarrist.

## Diskographie

### Mit Thin Lizzy
- Nightlife (1974)
- Fighting (1975)
- Jailbreak (1976)
- Johnnie The Fox (1976)
- Bad Reputation (1977)
- Black Rose (1979)
- Chinatown (1980)
- Renegade (1981)
- Thunder And Lightning (1983)

### Mit 21 Guns
- Salute (1992)
- Nothing’s Real (1997)
- Demolition (2002)

### Mit Black Star Riders
- All Hell Breaks Loose (2013)
- The Killer Instinct (2015)
- Heavy Fire (2017)
- Another State Of Grace (2019)

### Als Studiogitarrist
- Supertramp – Crime Of The Century (1974)
- Supertramp – Brother Where You Bound
- Phenomena II – Dream Runner (Allstarproject, 1987)
- Asia – Then And Now (1990)